# Gottlieb Conrad Christian Storr
Gottlieb Conrad Christian Storr (ur. 16 czerwca 1749 w Stuttgarcie, zm. 27 lutego 1821 w Tybindze) – niemiecki lekarz i naturalista.
Studiował medycynę w Tybindze, gdzie doktoryzował się w 1768. Podjął posadę lekarza i nauczyciela historii naturalnej w Karlsschule Stuttgart. Po prawie trzech latach pracy w 1774 został mianowany profesorem chemii, chirurgii i botaniki na Uniwersytecie w Tybindze, połączonym z ogólnym nadzorem nad ogrodem botanicznym. Przestał wykładać z powodów zdrowotnych w 1801.

## Dzieła naukowe
Storr jest autorem książek dotyczących medycyny i historii naturalnej:
- Über eine Bearbeitungsart der Naturgeschicte (1780)
- Prodromus methodi mammalium: Litteris Reissianis (1780)
- Alpenreise von jahre 1781 (1784-1786, w dwóch tomach)
- Idea methodi fossilium (1807)